# Iso-Suojama
Iso-Suojama är en ö i Finland. Den ligger i sjön Vankavesi och i kommunen Ylöjärvi i den ekonomiska regionen Tammerfors och landskapet Birkaland, i den södra delen av landet, 190 km norr om huvudstaden Helsingfors. Öns area är 7,6 hektar och dess största längd är 0,6 kilometer i nord-sydlig riktning.